# Дзуньо, Франческо
Франческо Дзуньо, также Цуньо (итал. Francesco Zugno, итальянское произношение: [franˈtʃesko dˈdzuɲɲo], ок. 1708, Венеция — 13 января 1787, Венеция) — итальянский живописец периода рококо венецианской школы.

## Биография
Франческо Дзуньо родился в Венеции в 1708 или 1709 году и, вероятно, умер там же в 1787 году. Дзуньо были древней венецианской семьей, и в её состав входили такие художники, как живший в пятнадцатом веке Джамбаттиста Дзуньо. Брешианская ветвь семьи Дзуньо также известна художником Франческо Дзуньо (1574—1621; по иным данным эти семьи не были родственными).
Подробностей о жизни Франческо Дзуньо известно немного. Он обучался в Венецианской академии живописи, скульптуры и архитектуры. Когда Франческо поступил, по совету своего отца Фаустина Дзуньо, в мастерскую Джамбаттисты Тьеполо около 1730 года, он уже имел солидную художественную подготовку. Будучи учеником и сотрудником Тьеполо, он написал между 1730 и 1737 годами несколько картин. Среди прочего, он сотрудничал с Тьеполо над фресками Палаццо Лабиа. Дзуньо получил свой первый заказ на картины для монастырской церкви Сан-Ладзаро-дельи-Армени в Венеции.
Среди его лучших работ — серия настенных фресок с изображениями фигур c квадратурой (архитектоническими обрамлениями), которые включали элементы бытового жанра. Позднее он завершил цикл фресок для виллы Содерини-Берти в Нервезе, недалеко от Тревизо. На творчество Дзуньо повлияли произведения Дж. Б. Тьеполо.
Дзуньо был одним из академиков-основателей Венецианской Академии изобразительных искусств. В 1742 году он женился. Венецианский художник Алессандро Лонги, хорошо знавший его, утверждал, что Дзуньо был склонен к меланхолии и одиночеству.
Творчество Франческо Дзуньо связано с Россией. Для интерьеров Китайского Дворца в Ораниенбауме он выполнил плафоны: «Встреча Орфеем Солнца» (по строке гимна Г. Р. Державина; старое название: «Гимн Венере») в Штукатурном покое (Сиреневой гостиной) и «Время, похищающее Истину» в Голубой гостиной.
В числе его учеников был Джузеппе Дзукки.

## Галерея

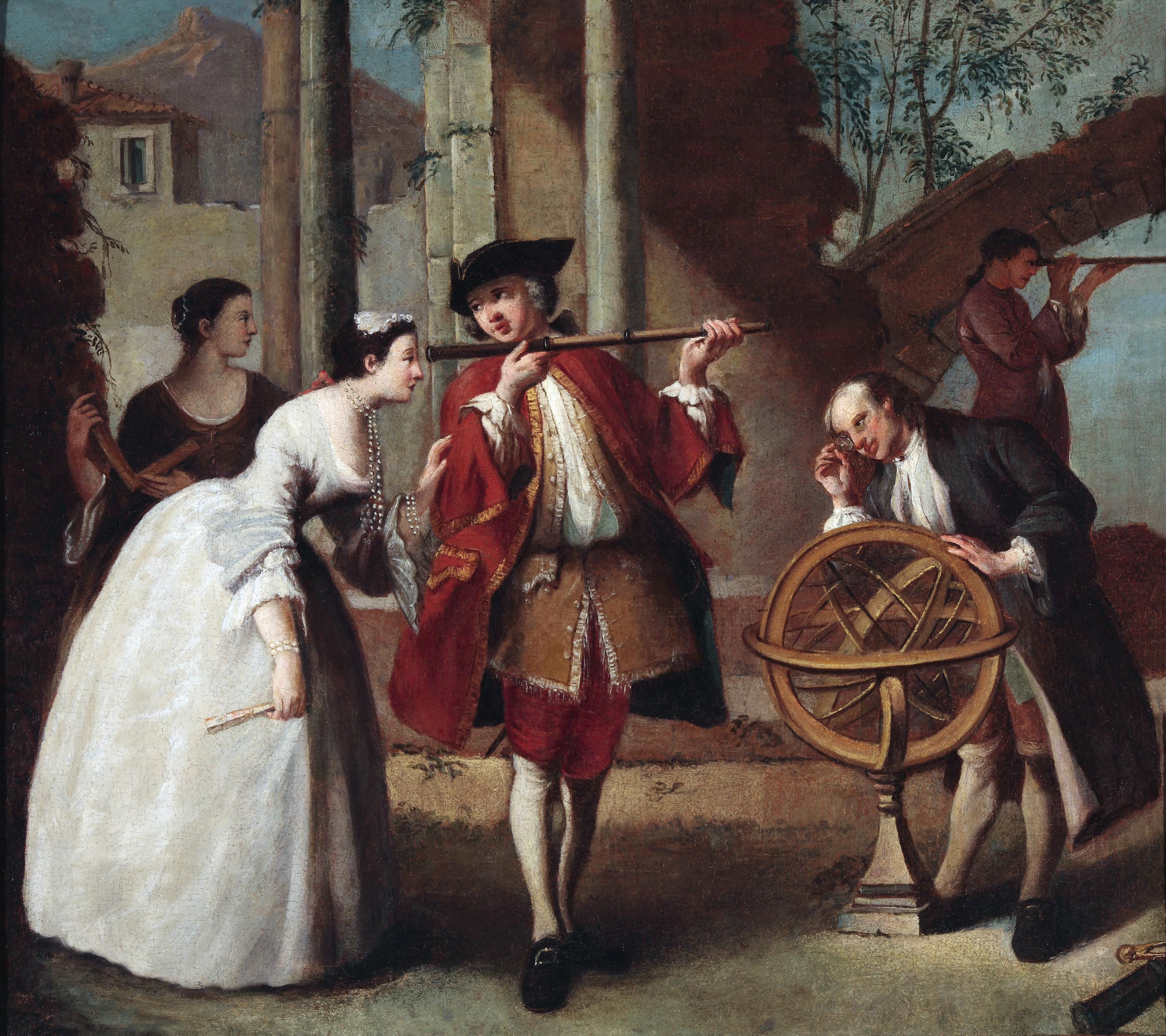
Аллегория астрономии.
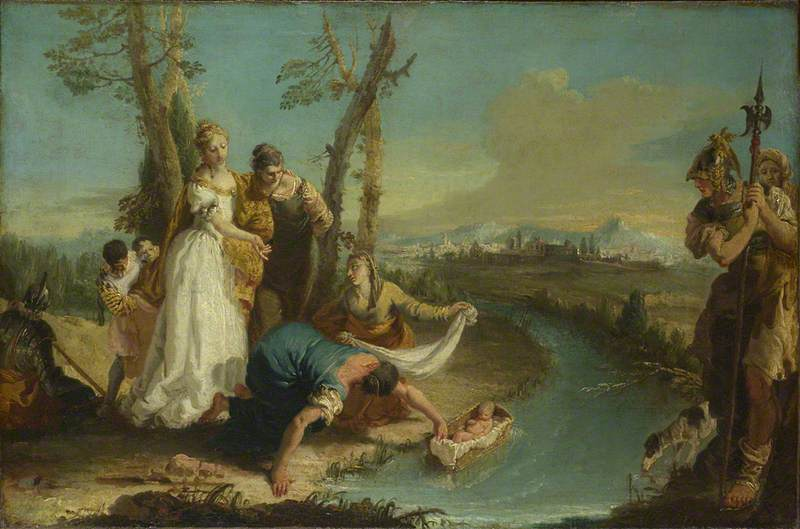
Нахождение Моисея. Между 1741 и 1745. Холст, масло. Национальная галерея, Лондон
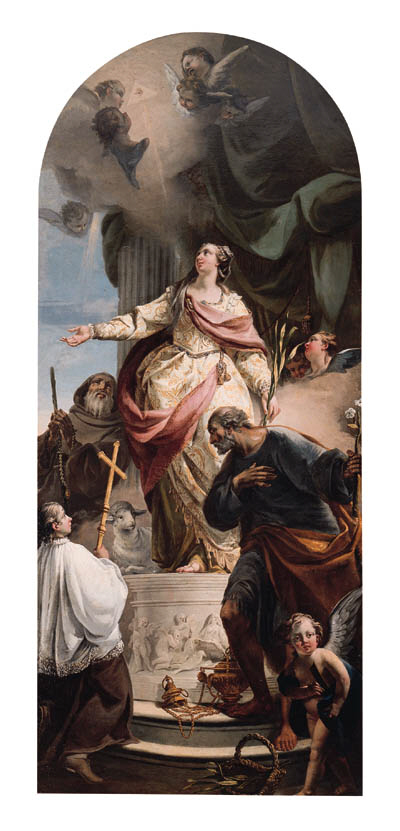
Экстаз Святой Агнессы. 1750-е. Холст, масло
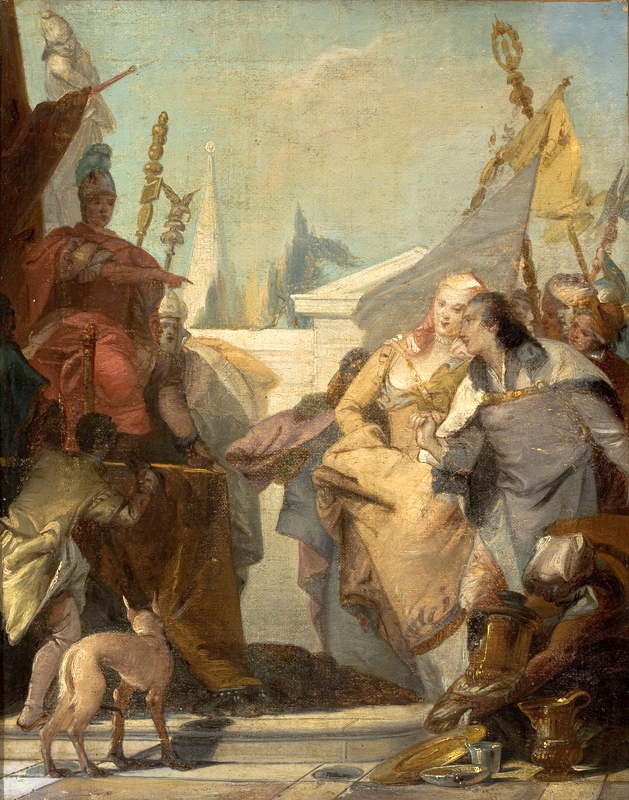
Великодушие Сципиона. Ок. 1750. Холст, масло. Художественный музей Сан-Паулу, Бразилия
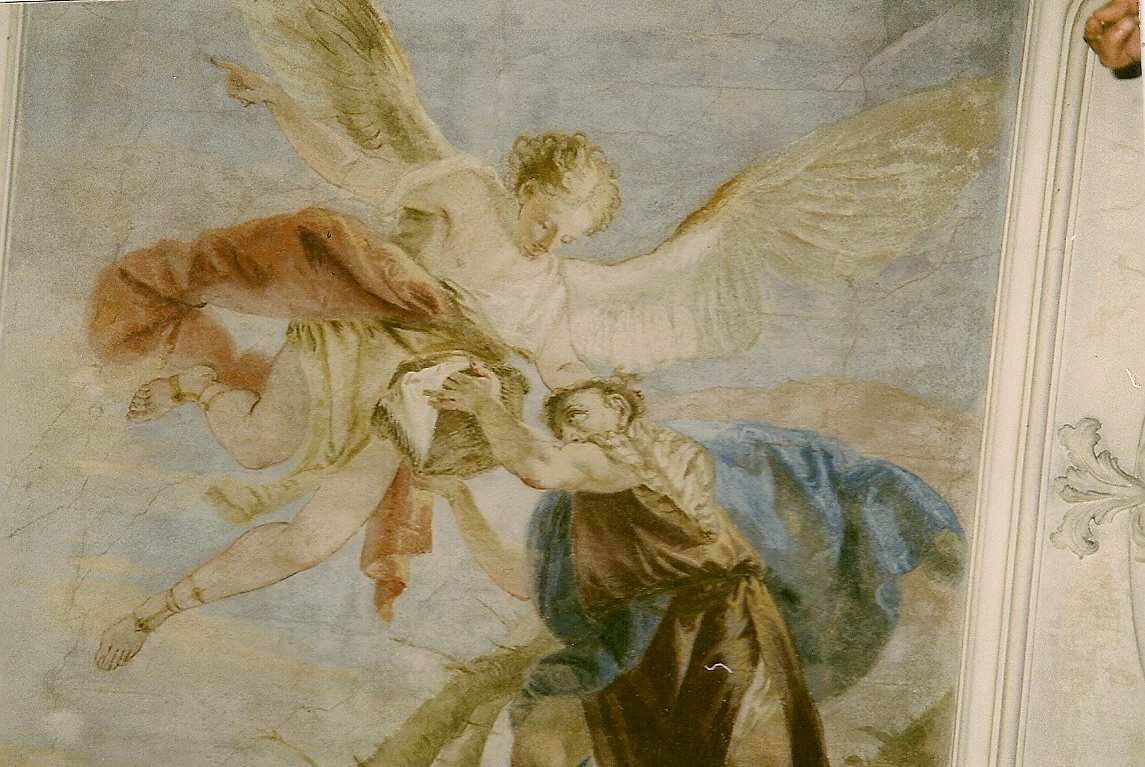
Пророк Аввакум и Святой Михаил Архангел. Деталь фрески церкви Сан-Ладзаро-дельи-Армени, Венеция
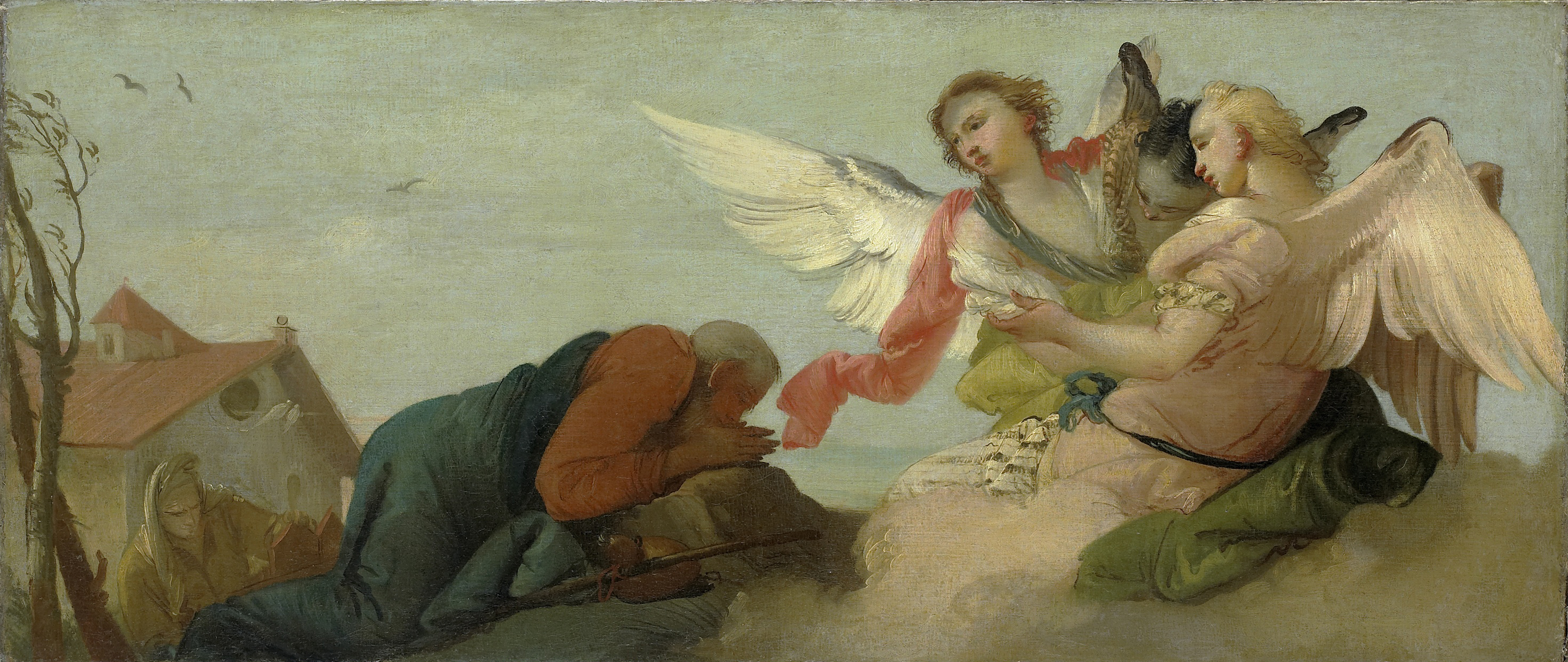
Авраам и три ангела. По оригиналу Дж. Б. Тьеполо. Между 1750 и 1780. Холст, масло. Рейксмюсеум, Амстердам
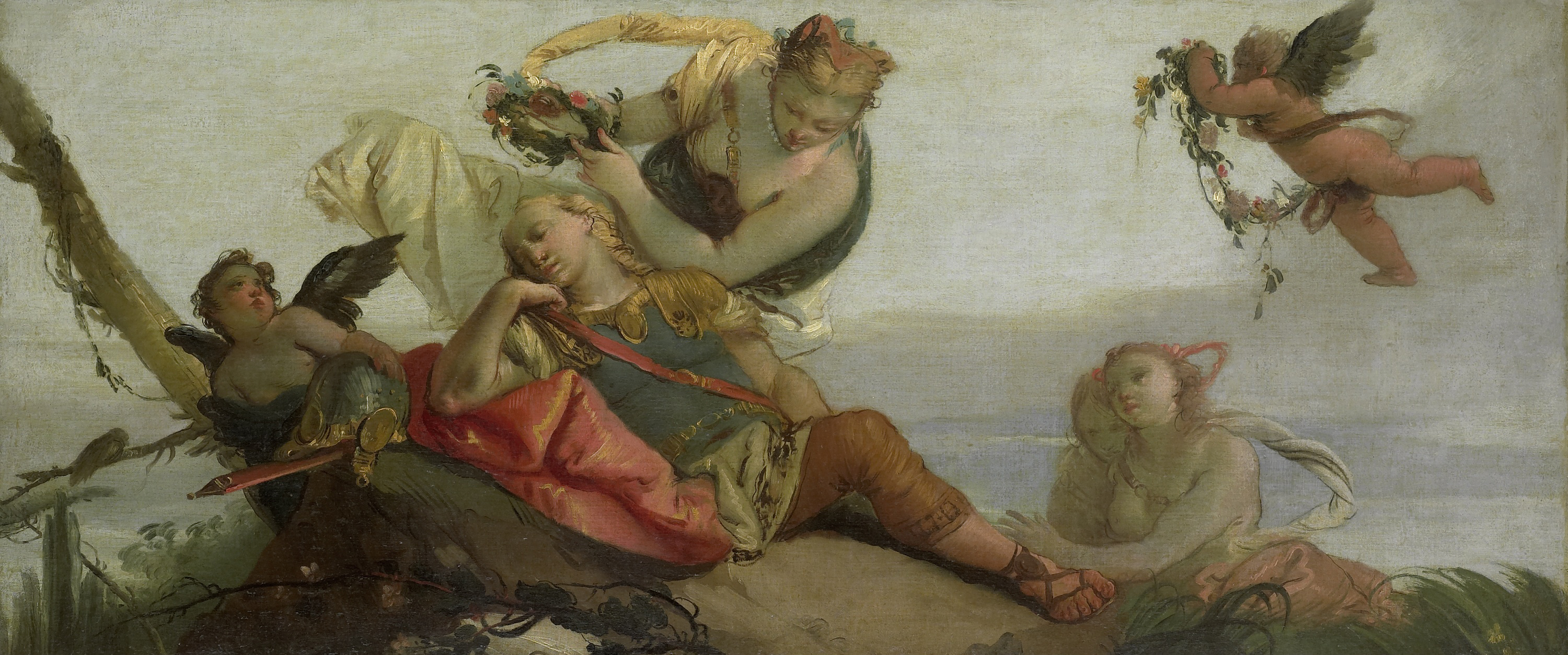
Армида венчает спящего Ринальдо цветочной гирляндой. По оригиналу Дж. Б. Тьеполо. Между 1750 и 1780. Холст, масло. Рейксмюсеум, Амстердам